# Љубица Аџовић
Љубица Аџовић (Скопље, 1924 — ?, 23. мај 2006) била је југословенска глумица натуршчик.

## Биографија
Љубица Аџовић је рођена у Скопљу. Живела је у Бару. Пред крај живота, дуже је боравила у Француској и у Шведској. Била је мајка деветоро деце.
Иако натуршчик, прославила се улогама у филмовима Емира Кустурице који је једном приликом изјавио да Љубица има редак природни таленат — упоредивши је са небрушеним дијамантом.
Напустивши Црну Гору, 2001. године је затражила политички азил у Француској образлажући свој захтев страхом од мафије. Недуго по повратку у Црну Гору 2006. године преминула је после краће болести.

### Глумачка каријера
На филму се први пут појавила у режији Емира Кустурице, Дом за вешање. Улога јој је донела популарност, а заједно са екипом филма Љубица Аџовић се нашла и на Канском филмском фестивалу.
Иако су јој нудили улоге у Немачкој она их је одбијала јер је желела да ради само са Кустурицом.

### Остало
Била је Ромкиња.
Снимила је рекламу за цигарете Поинт.
Пред њену смрт је грешком и превидом новинара агенције Танјуг била објављена вест о њеној умешаности у трговину децом. Та вест је након провере и жустре реакције породице Аџовић убрзо демантована.

## Улоге
| Год.  | Назив                 | Улога       |
| ----- | --------------------- | ----------- |
| 1988. | Дом за вешање         | баба Хатиџа |
| 1998. | Црна мачка бели мачор | баба Сујка  |